# Samsung Galaxy Camera 2
Samsung Galaxy Camera 2 là máy chụp ảnh cầm tay chạy hệ điều hành Android dựa trên thiết bị di động. Được công bố tại 2014 Consumer Electronic Show ở Las Vegas, Nevada, Galaxy Camera 2 có Android 4.3 Jelly Bean, chip 1.6 GHz lõi-tứ và 2GB RAM. Galaxy Camera 2 là sự kế thừa của Samsung Galaxy Camera.